# Jonas Dahl

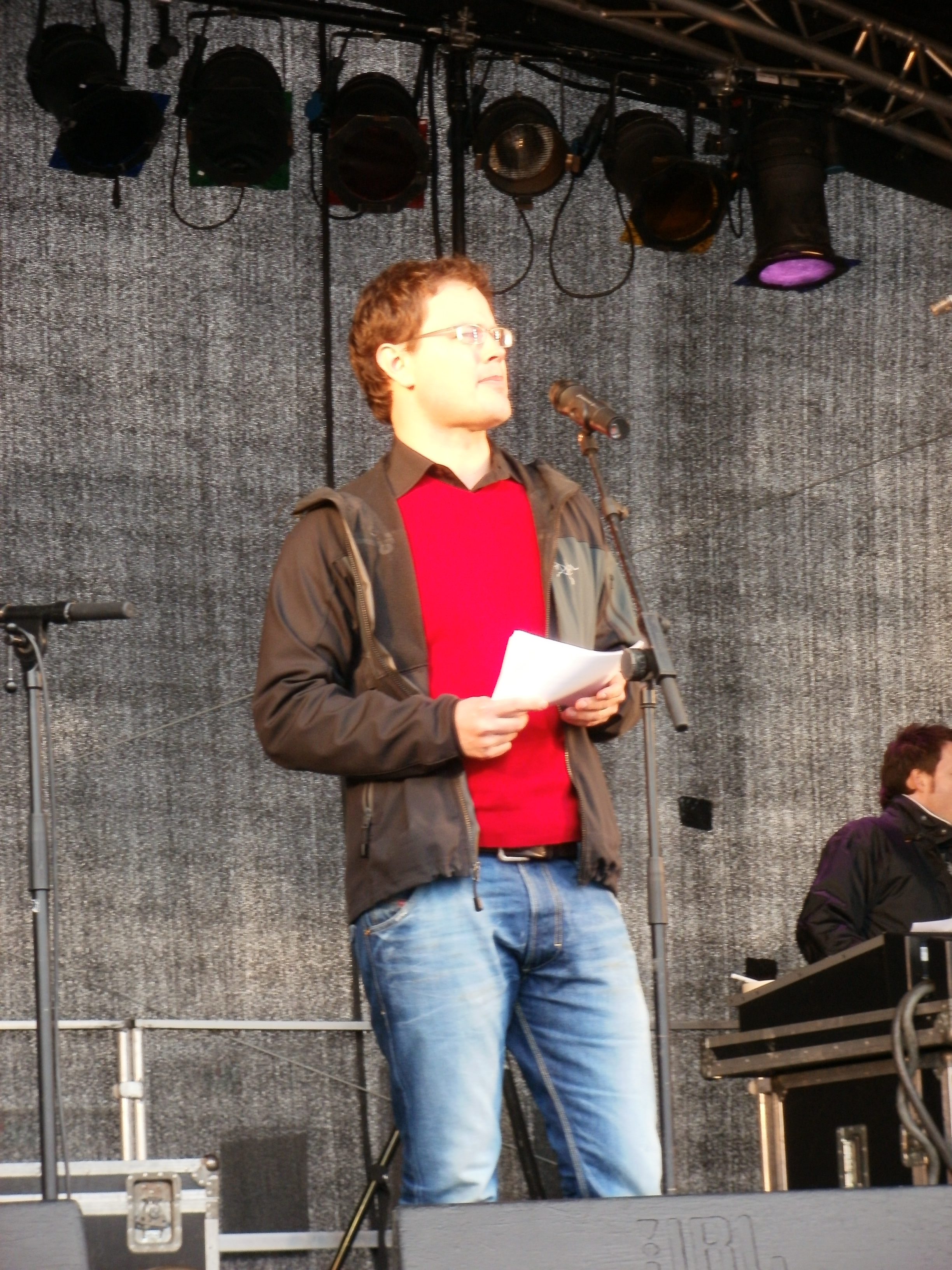
Jonas Dahl (2010)

Jonas Dahl (* 26. Februar 1978 in Randers) ist ein dänischer Politiker der Sozialistischen Volkspartei (SF).

## Leben
2007 machte Dahl seinen Cand.mag an der Universität Aarhus. Er ist verheiratet und Vater zweier Kinder.
Seit 2004 trat Dahl als Kandidat für die SF für das Folketing an. 2007 gelang ihm der Sprung ins Parlament, dessen Abgeordneter er bis 2016 blieb. Dort wurde er Sprecher der Partei für Finanzen, Gesundheit und Senioren. Von 2014 bis zu seinem Abschied aus dem Parlament war er Fraktionsvorsitzender seiner Partei. Grund für seinen Abschied aus dem Folketing war der Umstand, dass Dahl Direktor des Regionshospitals in Randers wurde.
Vom 12. Dezember 2013 bis zum 30. Januar 2014 war Dahl Steuerminister im Kabinett Thorning-Schmidt I.